# Kleinkläranlage

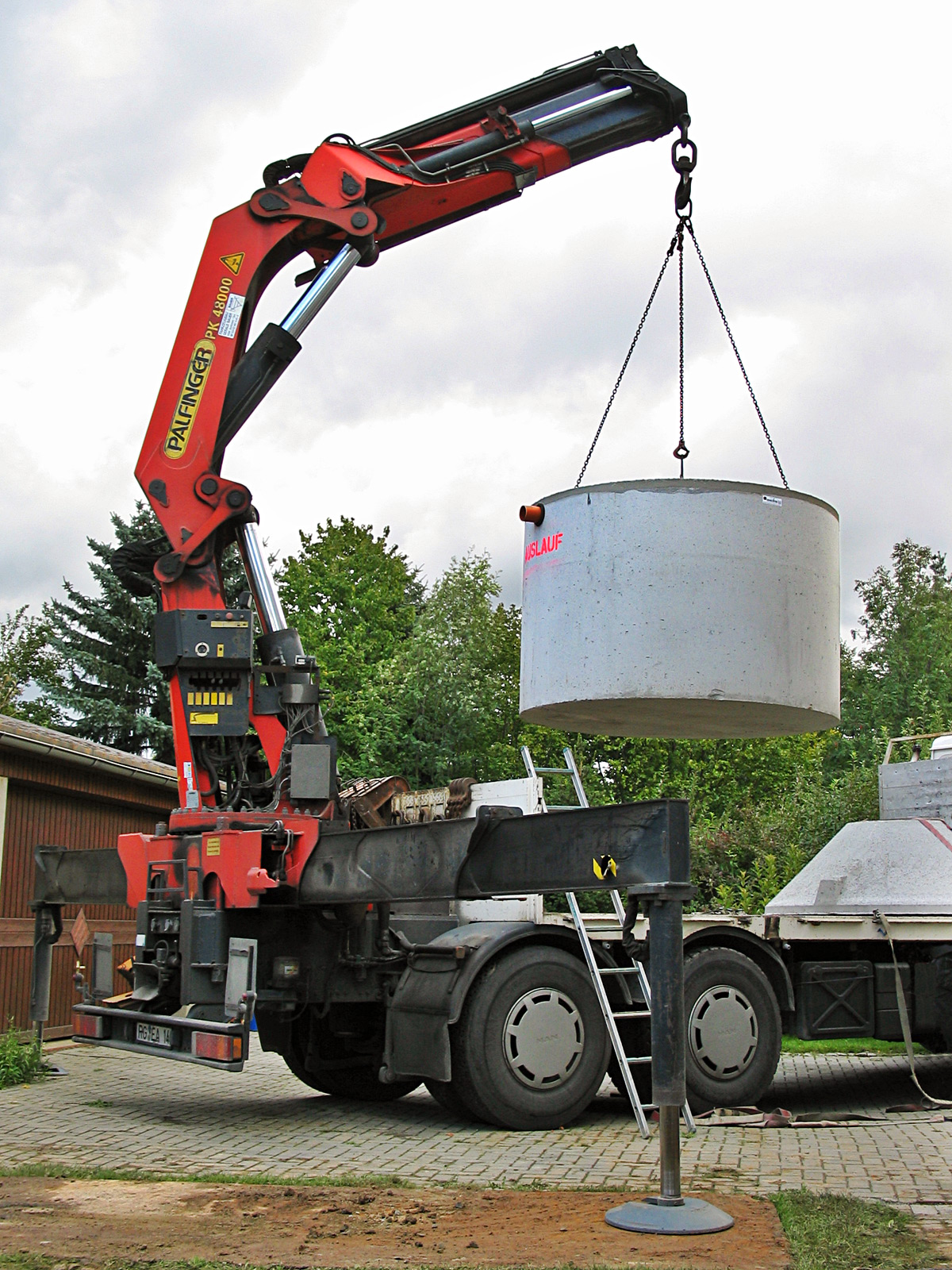
Eine vollbiologische Zweikammer-Kleinkläranlage nach DIN 4261 Teil 2 vor dem Einsetzen in die Erde

Kleinkläranlagen sind Anlagen zur Reinigung von Abwasser mit einem Bemessungswert von 4 bis 50 Einwohnerwerten (EW). Somit kommen sie bei Einzelhäusern, kleinen Siedlungen, Gastwirtschaften oder Schutzhütten zum Einsatz, wenn eine Abwasserentsorgung durch Anschluss an große, kommunale Kläranlagen aus technischen, satzungsrechtlichen oder finanziellen Gründen nicht in Frage kommt.

## Anlagenarten
Die Anlagen bestehen zumeist aus einem Absetzbecken (zum Beispiel Dreikammerabsetzgrube), in dem die im Abwasser enthaltenen Feststoffe und aufschwimmenden Fette abgetrennt werden. In weiterer Folge wird das Abwasser in einer biologischen Stufe gereinigt. Als Klärverfahren kommen grundsätzlich die gleichen Methoden wie bei den großen Anlagen zur Anwendung:
- Belebtschlammverfahren im Durchlaufbetrieb oder intermittierend SBR
- diverse Verfahren mit Festbetten (Pflanzenkläranlage, Tropfkörper, getauchtes Festbett, Sandfilterkläranlagen, Abwasserverrieselung).
- nichttechnische Anlagen, die im Regelfall ohne technische Bauteile auskommen (zum Beispiel Pflanzenbeet, Abwasserteich und Bodenkörperfilteranlage – siehe auch Pflanzenkläranlage)
- Membranbelebungsreaktoren (MBR)

Mitunter wird bei Anlagen nach dem Belebtschlammverfahren auf die mechanische Vorreinigung verzichtet.

Anlagenschema mit Tropfkörper

Im Hinblick auf die besonderen betrieblichen Herausforderungen der Kleinkläranlagen wie:
- Eigenkontrolle durch den Betreiber, bei allen Kleinkläranlagen mit einer allgemeinen bauaufsichtlichen Zulassung ist die Wartung durch einen Fachmann vorgeschrieben (laut Landeswassergesetz)
- Verzicht auf aufwändige Mess- und Regeltechnik
- große Belastungsschwankungen müssen durch entsprechende bauliche Ausführungen ausgeglichen werden (zum Beispiel Pufferschacht)

wird bei Kleinkläranlagen angestrebt, möglichst robuste Bauformen einzusetzen. Auf Grund des mechanisch einfacheren Aufbaus können Verfahren mit Festbetten mit weniger Aufwand stabil betrieben werden als Belebtschlammverfahren (weniger mechanische Bauteile).
Nichttechnische Anlagen haben in der Regel zwar einen größeren Platzbedarf als technische Anlagen, sind aber einfacher in der Eigenkontrolle und benötigen weniger Wartung durch den Fachmann; oft muss, je nach Ländervorschrift, nur die Beprobung durch einen Fachmann gemacht werden, die mechanischen Wartungsarbeiten kann der Betreiber selber machen. Viele Kleinkläranlagen werden mithilfe von Fernwartungssoftware überwacht (z. B. DiWa (Digitales Wartungsprotokoll für Kleinkläranlagen)).

## Einleitung des geklärten Wassers
Die Einleitung des Ablaufes der Kleinkläranlage in den Vorfluter kann als offenes Gerinne erfolgen. Eine andere Möglichkeit ist die Versickerung in den Untergrund, dabei muss darauf geachtet werden, einen Mindestabstand zum Grundwasser einzuhalten. Schwierigkeiten bei der Ableitung des gereinigten Abwassers können den Einsatz von Kleinkläranlagen behindern (kein offenes Gerinne vorhanden, wasserundurchlässiger Untergrund, hoher Grundwasserstand, Gefahr der Vernässung von Rutschhängen). In diesem Fall kann das gereinigte Abwasser mit Rohrleitungen, die möglicherweise billiger zu errichten sind als ein Abwasserkanal, bis zu einer geeigneten Stelle weitergeführt werden.
Im Allgemeinen werden an die Reinigungsleistung kleiner Kläranlagen geringere Anforderungen gestellt als bei großen Anlagen. Dies spiegelt auch die betriebliche Realität unter Berücksichtigung der geringen Anlagengröße wider. Dennoch wird in vielen Fällen im ländlichen und alpinen Raum schon aus Kostengründen auf diese Verfahren zurückgegriffen. Bei ausreichender Bemessung und sorgfältiger Wartung ist durchaus eine Einhaltung der üblicherweise behördlich vorgeschriebenen Grenzwerte zu erwarten. Dies gilt insbesondere für die Entfernung der Kohlenstoffverbindungen. Die Sicherstellung einer möglicherweise erforderlichen Nährstoffentfernung (Nitrifikation, Denitrifikation), Hygienisierung (zum Beispiel durch UV-Behandlung) und Phosphorentfernung (zum Beispiel durch Simultanfällung) setzt Vorkehrungen bei Planung und Betrieb der Anlagen voraus.

## Stoffe, die nicht in die Kleinkläranlage gehören
- Stoffe, die die Kläranlage vergiften: WC-Steine, Rohrreiniger, Chlorhaltige Putzmittel, Inhalte von Chemietoiletten Pflanzenschutzmittel, Schädlingsbekämpfung, …
- Stoffe, die zur Verstopfung führen: Feste Bestandteile, Feuchttücher, Hygieneartikel, …
- Stoffe, die zur Überlastung führen: Essensreste, …

## Betriebskosten
Neben den Errichtungskosten fallen laufende Betriebskosten an. Die Betriebskosten umfassen Energiekosten (Stromkosten für Pumpen, Kompressor und Steuerung), die Wartung der Anlage, die betrieblich notwendigen und behördlich vorgeschriebenen Kontrollen der Ablaufqualität und die Entsorgung des anfallenden Klärschlammes. Es wurden auch Modelle entwickelt, den Betrieb der kleinen Anlagen einer Gemeinde gemeinsam mit der kommunalen Kläranlage zu organisieren (Wartungsverband).
Einen herstellerunabhängigen Vergleich bietet das Bildungs- und Demonstrationszentrum für dezentrale Abwasserbehandlung e. V.

## Regelwerke
Die Europäische Norm EN 12566 hat den Status einer Deutschen Norm. Diese Europäische Norm legt Anforderungen, Prüfverfahren, die Kennzeichnung und die Konformitätsbewertung für  Kleinkläranlagen bis 50 EW fest.
- DIN EN 12566-1  Kleinkläranlagen für bis zu 50 EW – Teil 1: Werkmäßig hergestellte Faulgruben (enthält Änderung A1:2003); Deutsche Fassung EN 12566-1:2000 + A1:2003
- DIN 4261-1  Kleinkläranlagen – Teil 1: Anlagen zur Abwasservorbehandlung
- DIN 4261-2  Kleinkläranlagen – Teil 2; Anlagen mit Abwasserbelüftung; Anwendung, Bemessung, Ausführung und Prüfung
- DWA-M 221 Grundsätze für Bemessung, Bau und Betrieb von Kleinkläranlagen mit aerober biologischer Reinigungsstufe
- DWA-A 222 Grundsätze für Bemessung, Bau und Betrieb von kleinen Kläranlagen mit aerober biologischer Reinigungsstufe bis 1.000 Einwohnerwerte